# Menara Maxis
La tour Menara Maxis est un gratte-ciel de 212 mètres construit en 1998 à Kuala Lumpur en Malaisie.